# ماراتوونوس
ماراتوونوس (به لاتین: Marathovounos) یک منطقهٔ مسکونی در قبرس شمالی است که در ناحیه غازی ماغوسا واقع شده‌است.